# Décio Oddone
Décio Oddone (Lavras do Sul, 3 de agosto de 1960) é um engenheiro eletricista brasileiro. Foi diretor-geral da Agência Nacional do Petróleo, Gás Natural e Biocombustíveis (ANP) de 23 de dezembro de 2016 a 17 de março de 2020. Atualmente, ocupa a cadeira de diretor-presidente da Brava Energia (antiga 3R Petroleum).

## Biografia
Décio Fabrício Oddone da Costa nasceu 3 de agosto de 1960, filho de Orlandy Teixeira da Costa e Dyla Oddone da Costa. Seu avô materno, Décio Savério Oddone, de quem herdou o nome, foi um dos primeiros geofísicos do Brasil, um dos responsáveis pela definição da locação do Candeias-1, o primeiro poço comercial de petróleo do Brasil, e um dos primeiros diretores da Petrobras.
Em 1984, Décio concluiu o curso de engenharia elétrica pela UFRGS. Em 2000, cursou o Advanced Management Program na Harvard Business School. Em 2005, cursou o Advanced Management Programme no Insead. No ano de 2004 recebeu o título de doutor honoris causa em Educação da Universidade de Aquino Bolívia.
Décio iniciou carreira profissional na Petrobras em 1985, quando ingressou por meio de concurso público. Nos anos 1980, participou da primeira equipe de perfuração de poços de petróleo em águas profundas da Petrobras. Trabalhou na Petrobras e subsidiárias no Brasil e no exterior (Angola, Líbia, Bolívia e Argentina). Foi presidente da Petrobras Bolivia de 1999 a 2004.
Entre 2004 e 2008, ocupou o cargo de Gerente Executivo responsável pelas atividades internacionais da Petrobras no Cone Sul. Em fevereiro de 2008, tornou-se Chief Executive Officer da Petrobras Energía, empresa controlada pela estatal brasileira, com sede na Argentina e atividades em outros países da região, da qual havia sido conselheiro e presidente do conselho de administração.
Foi ainda conselheiro da Petrolera Entre Lomas e presidente do conselho de administração da Innova, empresa localizada no polo petroquímico de Triunfo, no Rio Grande do Sul. De maio de 2010 a maio de 2015, indicado pela Petrobras, assumiu cargo de vice-presidente de Investimentos da Braskem. Em junho de 2015, ingressou na Prumo Logística como diretor de Projetos de Óleo e Gás. Deixou o cargo para assumir como diretor-geral da Agência Nacional do Petróleo.
Em 24 de outubro de 2016, o ministro de Minas e Energia, Fernando Bezerra Coelho Filho, anunciou a indicação pelo governo federal de Décio Oddone para o cargo de diretor-geral da ANP.
Em 6 de dezembro, o presidente Michel Temer enviou mensagem ao Senado Federal com a indicação de Oddone para a agência reguladora. Após aprovação pelo Senado, Oddone foi nomeado para a diretoria-geral da ANP, em 23 de dezembro de 2016.

No seu discurso de posse, em 12 de janeiro de 2017, o diretor-geral afirmou que sua gestão está comprometida em "acelerar os investimentos, estimulando e facilitando a ação dos agentes econômicos, simplificando as normas, acelerando os trâmites e mantendo os canais de diálogo permanentemente abertos".